# 小畠廣志
小畠 廣志（こばたけ ひろし、1935年8月2日 - 1996年11月8日）は、東京都武蔵野市出身の彫刻家。東京芸術大学卒業後、二科会に出品するとともに個展、グループ展、野外展などで作品を発表した。
初期の抽象的で有機的形態の石彫、白セメント、硬質石膏と鉄などによる作品から1963年を境に具象的な木彫作品を制作するようになる。1969年に開校した美学校に木彫刻工房を開く。1972年頃から吉祥寺のアトリエでイタリア蝋型美術鋳造を始め、木彫と共にブロンズ作品を多く発表する。美学校から独立したKOBATAKE彫刻工房で後進の指導を続けるとともに、工房内に大型の鋳造設備を備えスケールのある公共彫刻を各地に制作した。

## 経歴
- 1935年 - 東京都武蔵野市に洋画家の小畠辰之助と、日本画家（青龍社）の小畠鼎子の三男として生まれる
- 武蔵野市立第一小学校、日本学園中学校・高等学校に学ぶ
- 小学生の頃、木彫家後藤良に彫刻刀や鑿の研ぎ、こなしの手ほどきを受ける
- 1959年 - 東京芸術大学美術学部彫刻科（菊池教室）卒業
二科会（1984年に退会）に出品、特選受賞
- 1961年 - 二科会金賞受賞。現代美術の実験展（東京国立近代美術館）
- 1962年 - 「彫刻3人展－小畠広志、掛井五郎、若林奮」（銀座画廊、東京）
早稲田大学大隈講堂において「埋葬彫刻」と題し自らの作品を破壊する[1]
- 1963年 - 彫刻の新世代展（東京国立近代美術館）
- 1969年 - 現代思潮社美学校が設立され木彫クラスを開講
- 1971年 - イタリア蝋型美術鋳造によるブロンズ像の試作を始める
- 1972年 - 二科会会員努力賞受賞。吉祥寺のアトリエに鋳造設備を備え自ら蝋型鋳造を始める
- 1974年 - 第14回日本国際美術展（東京都美術館）　作品集『Hiroshi Kobatake』発行[2]
レバノンからローマを訪ね鋳造所に通いブロンズ像を制作する
- 1975年 - 美学校小畠廣志彫刻工房（埼玉県入間市）で彫刻全般の教育、制作をすすめ大型の蝋型鋳造設備も整える
アトリエ出版社より『木彫を始める人へ』を出版[3]
- 1977年 - 『涼炎』で第6回平櫛田中賞受賞
- 1980年 - 現代彫刻のあゆみ展（神奈川県民ホールギャラリー）
美学校から独立しKOBATAKE彫刻工房を設立
- 1982年 - 第8回須磨離宮公園現代彫刻展（群馬県立近代美術館賞）
- 1983年 - 第10回現代日本彫刻展（宇部・常盤公園）
- 1985年 - 現代彫刻の歩み- 木の造形（神奈川県民ホールギャラリー）
- 1986年 - '86彫刻大展日韓合同（ソウル・藝画廊）
- 1990年 - 第2回現代日本木刻フェスティバル（岐阜県関市）以後第4回まで出品
- 1996年 - 死去、享年61歳
- 2001年 - 小畠廣志が作った鈴木平三郎「仕事を成しえた男」展（三鷹市美術ギャラリー）
- 2007年 - 小畠廣志 木彫展（徳島県・相生森林美術館）
- 2019年 - 小畠廣志 木に呼ばれる（武蔵野市立吉祥寺美術館）[4]

## 主な作品
初期に『いきもの』などの白セメントによる作品。木彫の『蝗』のシリーズ（1967～1970年）。1974年イタリアで鋳造した『青炎』に始まるブロンズの作品群。木彫の2点対の大作『アダムとイブ』（1994年）などがある。
『ある教育』（相生森林美術館蔵）、『涼炎』（井原市立田中美術館蔵）、『青炎』（韓国国立現代美術館蔵）、『1982年のアップル』（群馬県立近代美術館蔵）、『自然への門』（北海道穂別町）、『原耕の像』（鹿児島県枕崎市）他、全国に公共彫刻、野外彫刻があり、主にブロンズ像だが石彫作品もある。北海道穂別町（現・むかわ町）に設置された『自然への門』は前述の木彫『アダムとイブ』を原型としてブロンズに鋳造したもの。
1974年、吉祥寺に東京近鉄百貨店が開店した際、自身の製作した『ユニコーン像』を寄贈、同店1階正面入口に設置された。